# Cara-de-Barro

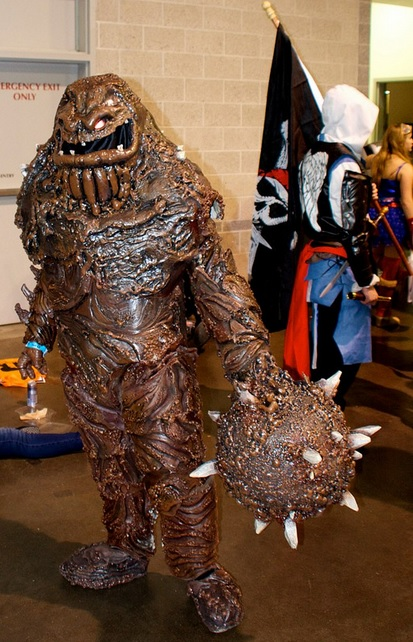
Participante da convenção anual de fãs de HQs de Rhode Island - EUA (RICC: Rhode Island Comic Con) fantasiado de 'Cara-de-barro', no evento em 2013.

Cara-de-Barro é um personagem fictício, supervilão inimigo do Batman no Universo DC. Existiram diversas identidades do Cara-de-Barro, sendo a original criada por Bob Kane em 1940. Em 2009, ele foi eleito o 73° maior vilão de histórias em quadrinhos de todos os tempos pela IGN.

## História

### Basil Karlo
O Cara-de-Barro original chamava-se Basil Karlo. Sua primeira aparição nos quadrinhos ocorreu na revista Detective Comics #40, de junho de 1940. Karlo é um actor que enlouqueceu após saber que um filme de terror clássico estrelado por ele, The Terror, seria refilmado com outro ator no papel principal. Usando a máscara do monstro do filme, Cara-de-Barro, mata todo o elenco e a equipe técnica da refilmagem. É derrotado por Batman e Robin e levado para o Asilo Arkham.
Reaparece na Detective Comics #49, de março de 1941, depois que o camburão que se encontra cai em um penhasco. Volta a vestir a máscara do Cara-de-Barro para, desta vez, perseguir a namorada de Bruce Wayne. Porém, é novamente capturado pela Dupla Dinâmica.
Anos mais tarde, organiza a Quadra de Lama, quadrilha com todos os quatro Caras-de-Barro, mas após injetar em si mesmo amostras de sangue dos outros três vilões, Basil acaba derretendo e ficando desaparecido por anos. Tempos depois, Basil adquire total controle sobre seu corpo, agora maleável permanentemente, além de possuir o toque de derretimento, sem o bônus de sentir dores caso não o use.
Atualmente no Renascimento, Batman acredita que pode regenerar Basil e torná-lo um vigilante em sua equipe com Órfã, Spoiler e Robin Vermelho.

### Matt Hagen
O segundo Cara-de-Barro, Matt Hagen, teve sua primeira aparição na Detective Comics #298, de dezembro de 1961. Era um caçador de tesouros que encontrou uma misteriosa piscina radioativa de protoplasma em uma caverna. Mergulhando nela, transformou-se em uma forma maleável de barro que podia assumir qualquer forma que desejasse. Porém, o efeito era temporário e obrigava Hagen a retornar à piscina de protoplasma para manter seus poderes.
Hagen então resolve copiar a fórmula da piscina gelatinosa, apesar do protoplasma artificial criado por ele conferir os poderes do Cara-de-Barro por apenas cinco horas, enquanto a piscina natural proporciona poderes por dois dias inteiros.
Hagen é assassinado na décima segunda edição da série limitada Crise nas Infinitas Terras.

### Preston Payne
O terceiro Cara-de-Barro, Preston Payne, apareceu pela primeira vez na Detective Comics #478, de agosto de 1978. Nascido com acromegalia, resultante de um hiperptuarismo crônico, Payne tornou-se cientista para tentar encontrar uma cura para sua doença. Consegue uma amostra do sangue de Matt Hagen, após visitá-lo na prisão, e isolou uma enzima responsável pela maleabilidade do corpo. Contudo, o efeito possuía vida curta.
Durante um encontro com sua namorada, Payne a transformou em uma poça de protoplasma, ao tocá-la. Por causa disso, construiu um exosqueleto especial que prevenia o derretimento das pessoas, quando elas fossem tocadas por ele. Porém, descobriu que, para sobreviver, deveria espalhar o seu poder destrutivo em outras pessoas (Payne sente dores quando não derrete ninguém). Demonstra desequilíbrio mental quando se apaixona por uma manequim de cera, batizada por ele como "Helena", acreditando que ela é uma mulher imune aos seus poderes (relatado no Batman Annual #11).

### Sondra Fuller
Pela primeira vez, o Cara-de-Barro possui uma identidade feminina. Sondra Fuller, também conhecida como Lady Barro, aparece pela primeira vez em Outsiders #21. Ela é uma ex-agente do criminoso Kobra, de onde obteve a tecnologia necessária para transformar seu corpo em qualquer forma. Possui as mesmas habilidades de Matt Hagen, porém seus poderes são permanentes, sem ser necessária uma fonte de protoplasma. Também pode mimetizar os poderes de seus adversários. Fuller é derrotada pelos Renegados.
Após a derrota da Quadra de Lama, Fuller foge com Preston Payne apaixonando-se por ele. Eles tiveram um filho chamado Cassius "Clay" Payne, um trocadilho com o nome de batismo do lendário boxeador Muhammad Ali (Cassius Clay). Relembrando que "clay" quer dizer "barro" em inglês.

### A Quadra de Lama
Após anos inativo, o Cara-de-Barro original, Basil Karlo cria um grupo criminoso chamado A Quadra de Lama com os Caras-de-Barro remanescentes, Payne e Fuller além de recuperar o corpo do falecido Matt Hagen, objetivando ressuscitá-lo. Basil, então, recolhe amostras de sangue dos outros três, buscando copiar os poderes de cada um e injetá-los em si. Mas o experimento apresenta problemas e Basil, ganhando um corpo gelatinoso, acaba derretendo e sumindo terra adentro. Fuller e Payne são derrotados por Batman e o Renegados.

### Ethan Bennett
Aparece na animação The Batman, produzida pela Warner Bros. em 2004. Ethan Bennett é detetive do Departamento de Polícia de Gotham City e amigo da infância de Bruce Wayne. O superior de Bennett, chefe Angel Rojas, ordena que a polícia inteira vá atrás de Batman, porém Bennett defende o amigo, argumentando que o Homem-Morcego é um patrimônio da cidade e dispõe sua ajuda para capturar o Coringa. Enfurecido, Rojas demite Bennett.
Mais tarde, Bennett é seqüestrado pelo Coringa e submetido a uma lavagem cerebral, além inalar uma substância química do Coringa. É resgatado pelo Batman e por sua parceira, detetive Ellen Yin. Em seu apartamento, percebe que a fórmula inalada surtiu efeito e acaba se transformando no Cara-de-Barro.
Para vingar-se de sua demissão, o agora Cara-de-Barro seqüestra Rojas e tenta matá-lo, quando é impedido por Batman e Ellen Yin. Ele escapa através de um cano de esgoto. Posteriormente, o Cara-de-Barro tenta vingar-se de seu criador, Coringa, mas é novamente interceptado por Batman. Após alguns confrontos, acaba enclausurado em cera quente e enviado para o Asilo Arkham.
Bennett cura-se do seu mal e é nomeado o novo chefe do Departamento de Polícia de Gotham City em 2027.

## Outras mídias

### Televisão

#### As Novas Aventuras de Batman
A primeira aparição do Cara-de-Barro fora dos quadrinhos foi em alguns episódios do desenho animado As Novas Aventuras de Batman, produzido pela Filmation em 1997. O Cara-de-Barro do desenho é o de Matt Hagen e ele tinha de tomar sua poção especial diariamente para manter seus poderes. No desenho, assume por diversas vezes a forma de animais.
No primeiro episódio em que Cara-de-Barro aparece, é demonstrado que ele é capaz de entrar em contato com a água sem se dissolver (ao contrário das posteriores animações), ao se transformar em um golfinho. Ironicamente, como Matt Hagen ele é incapaz de nadar. Em seu segundo episódio, une-se à Mulher-Gato em um plano para roubar petróleo. Sua voz original é feita por Lou Scheimer e Lennie Weinrib.

#### Batman: A Série Animada
Em Batman: A Série Animada, alguns episódios retratam um Cara-de-Barro mais trágico, cuja voz é de Ron Perlman, misturando aspectos dos diversos Caras-de-Barro dos quadrinhos.
No episódio "Feat of Clay", é apresentado como sendo Matt Hagen (referência ao segundo Cara-de-Barro), um ex-ator (referência ao primeiro Cara-de-Barro) que ficou desfigurado após um terrível acidente automobilístico (referência ao terceiro Cara-de-Barro). Enquanto recupera-se de graves queimaduras, ele é visitado por um negociante desonesto, Roland Daggett, que o usa como cobaia de um composto chamado "RenuYou", cuja finalidade seria restaurar a aparência normal de Hagen (referência ao quarto Cara-de-Barro). Em troca, Hagen teria que desempenhar papéis em filmes ilegais de Daggett. Hagen recusa, mas é forçado a aceitar o acordo, pois a fórmula química do RenuYou é extremamente viciante.
Para cumprir a sua parte do trato, Hagen recebe ordens de Daggett para interpretar Bruce Wayne e obter documentos de Lucius Fox. Hagen tenta roubar uma grande quantidade do composto viciante, mas os capangas de Daggett o capturam. Eles tentam matá-lo, forçando Hagen a ingerir uma lata inteira do composto, mas a overdose satura todas as células de seu corpo, transformando em uma criatura lamacenta capaz de modificar a forma de seu corpo por um curto período de tempo. Antes que pudesse vingar-se de Daggett, é interceptado por Batman e, para evitar de ser preso, finge-se de morto.
Reaparece no episódio "Mudslide", no qual seu corpo começa a se deteriorar. Sua aparência é recuperada pela Dra. Stella Bates, que acaba apaixonando-se por ele. Ela vende seu motel para conseguir fundos para a compra de um laboratório, que seria usado no tratamento de Hagen. Batman a segue e a impede de tratar Cara-de-Barro, que então rouba a fórmula do laboratório de Bruce Wayne. Após lutar com Batman, Cara-de-Barro cai no oceano e é dissolvido pela água.

#### The New Batman Adventures
Na animação produzida em 1997, o Cara-de-Barro aparece no episódio "Growing Pains", no qual sobrevive através do uso de estranhos compostos químicos. Robin ajuda uma garota perdida chamada Annie, com o qual Robin acaba se apaixonando, e tentado ajuda-lá a fugir de um homem que aparentemente é seu pai. Ápos muitos desencontros, durante o ataque do Cara-de-Barro a uma usina química, ele revela que havia ficado muito fraco ápos sua última luta com o Batman e precisa descobrir como estava a cidade, então criou Annie para isso, mas ela acaba criado uma autoconsciência e se recusa a ser absorvida novamente, e passa fugir dele.
No fim, acaba sendo absorvida e se tornando parte do Cara-de-Barro. Ele reaparece no episódio temático de natal "Holiday Knights", onde enfrenta a Batgirl.

#### Liga da Justiça
Um Cara-de-Barro mais simpático é mostrado em Liga da Justiça, onde é revelado que ele, em determinado momento, foi capturado, separado e selado em tonéis de lixo tóxico por Morgan Edge. É libertado por Gorila Grodd e sua recém-formada Sociedade Secreta, que convidam Cara-de-Barro a juntar-se ao grupo. Grodd o convence com a promessa de achar uma solução para tornar Cara-de-Barro de volta à sua forma humana.
Cara-de-Barro é derrotado após a máquina de fogos de artifício de The Flash cai sobre seu corpo lamacento e a Mulher-Gavião a incendeia, explodindo-o.

#### The Batman
Duas versões de Cara-de-Barro são mostradas em The Batman. A primeira é a de Ethan Bennett, enquanto que a segunda é de Basil Karlo.
Ethan Bennett, o primeiro Cara-de-Barro, após envolver-se em uma série de crimes, decide usar seus poderes para o bem. Basil Karlo (em sua primeira aparição fora dos quadrinhos) é um ator mal-sucedido, sendo rejeitado até mesmo em um comercial de ração para cães. Ele descobre que Bennett está quase curado, então decide invadir o laboratório de Bruce Wayne e beber uma amostra purificada do composto mutagênico do qual Bennett fora exposto. Karlo transforma-se em Cara-de-Barro e usa seus poderes para se vingar da cidade, pois acredita que ser um supervilão o tornará famoso e será notícia em todos os canais. Bennett une-se a Batman e Robin no combate a Karlo.

#### Birds of Prey
No décimo segundo episódio do seriado Birds of Prey, Cara-de-Barro reaparece sendo interpretado por Kirk Baltz. Como nas versões em quadrinhos e em desenho animado, possui a capacidade de moldar seu corpo, mas seus poderes são explicados como oriundos de uma fórmula produzida por um cientista corcunda que manipulou seu DNA. Na série, ele é contratado pelo Coringa para matar a Mulher-Gato. Possui um filho chamado Chris Cassius, que rouba a fórmula de seu pai e também obtém os poderes do Cara-de-Barro.

### Batman Unlimited
ele aparece em Batman Unlimited: Monster Mayhem como um dos principais antagonistas

### Video-game
Cara-de-Barro fez algumas aparições em jogos de video-game estrelados por Batman. Ele aparece como chefe em The Adventures of Batman & Robin, para Super Nintendo e Sega CD, e em Batman: Rise of Sin Tzu, para Game Boy Advance, GameCube, PlayStation 2 e Xbox.  Também aparece no jogo Lego Batman: The Videogame lançado para Nintendo Wii, Xbox 360, Playstation 3, Playstation 2, PC Windows, Playstation Portable e Nintendo DS faz uma participação especial em Batman: Arkham Asylum laçado para Playstation 3 , Xbox 360 e computador. É o chefe-final de game Batman: Arkham City lançada para Playstation 3, Xbox 360 e PC Windows 